# Novokosteantînivka, Novîi Buh
Novokosteantînivka (în ucraineană Новокостянтинівка) este un sat în comuna Novoiuriivka din raionul Novîi Buh, regiunea Mîkolaiiv, Ucraina.

## Demografie
Componența lingvistică a localității Novokosteantînivka
     Ucraineană (85,4%)
     Română (11,68%)
     Rusă (2,92%)
Conform recensământului din 2001, majoritatea populației localității Novokosteantînivka era vorbitoare de ucraineană (85,4%), existând în minoritate și vorbitori de română (11,68%) și rusă (2,92%).